# Keude Bungkaih
Keude Bungkaih is een bestuurslaag in het regentschap Aceh Utara van de provincie Atjeh, Indonesië. Keude Bungkaih telt 1738 inwoners (volkstelling 2010).